# Ayez pitié du cœur des hommes
Ayez pitié du cœur des hommes est un roman d'Ève de Castro publié le 19 février 1992 aux éditions Jean-Claude Lattès et ayant reçu le prix des Libraires la même année.

## Éditions
- Ayez pitié du cœur des hommes, éditions Jean-Claude Lattès, 1991  (ISBN 2709611236).